# Колокольчик дернистый
Колоко́льчик дерни́стый (лат. Campánula cespitósa) — травянистое растение; вид рода Колокольчик.

## Описание

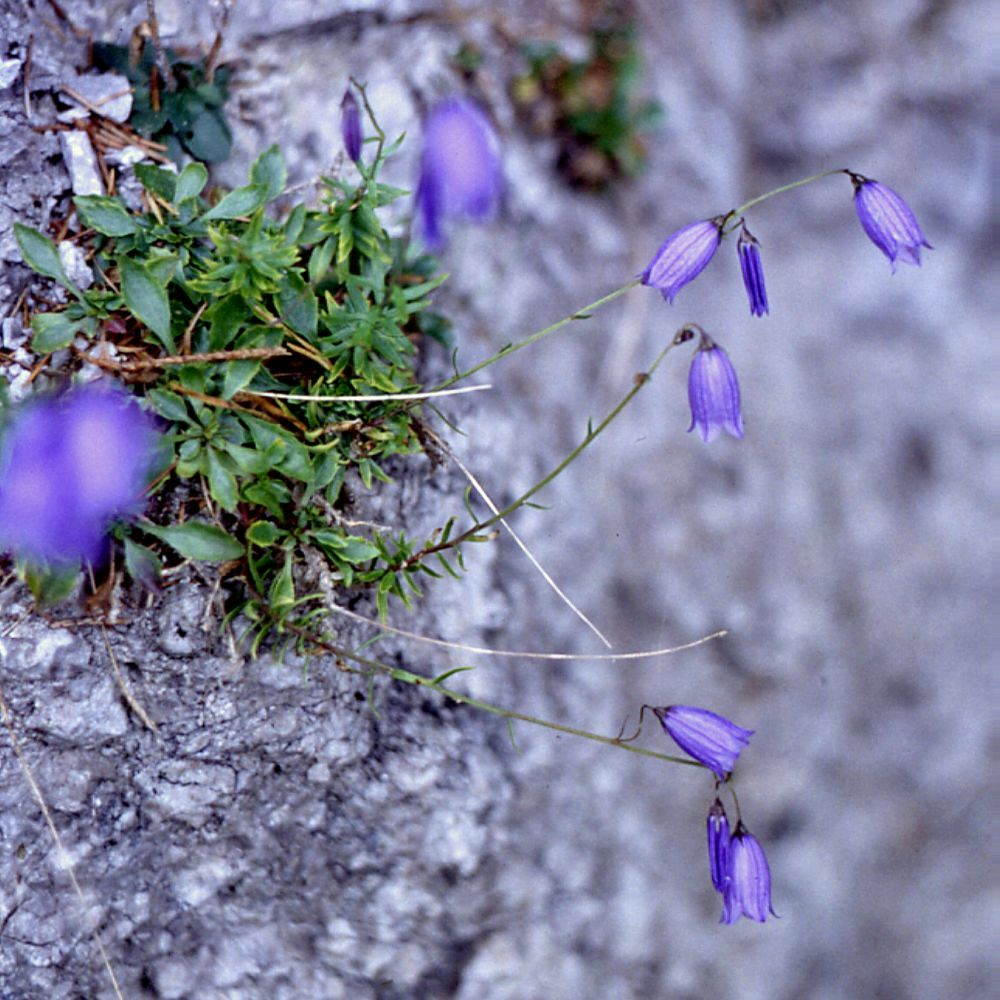
Колокольчик дернистый растет на высокогорье

Колокольчик дернистый — травянистое многолетнее низкорослое растение, достигает в высоту 12 см 

Листья — овальные, темно-зелёного цвета. 

Цветки — синего или белого цвета, одиночные. 

Стебель — тонкий, стелющийся. 

Плод — коробочка.